# Tokugawa Ienari
Tokugawa Ienari (japoneză 徳川 家斉, 18 noiembrie 1773 – 22 martie 1841) a fost al unsprezecelea și cel mai longeviv shōgun al Shogunatului Tokugawa din Japonia, care a deținut funcția din 1787 până 1837. El a fost strănepotul celui de-al optulea shōgun Tokugawa Yoshimune, bunicul său fiind Munetada (1721–1764), cap al filialei Hitotsubashi din familie, iar tatăl său fiind Harusada (1751–1827).
Ienari a murit în 1841, când i-a fost dat numele de budist, Bunkyouin, și înmormântat la Kan'ei-ji.

## Viața de familie

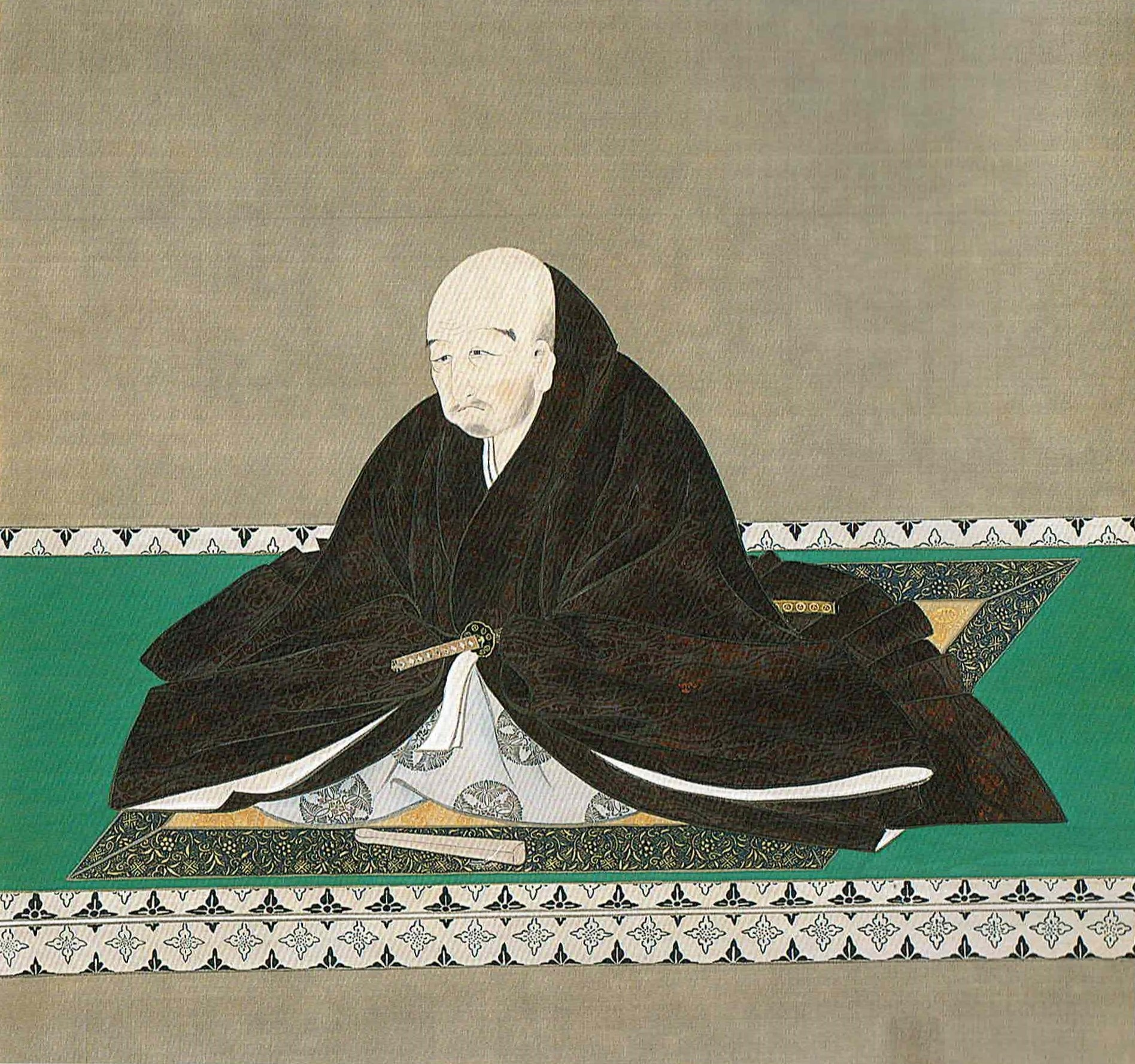
Tokugawa Harusada, Tatăl lui Ienari

### Prima nevastă

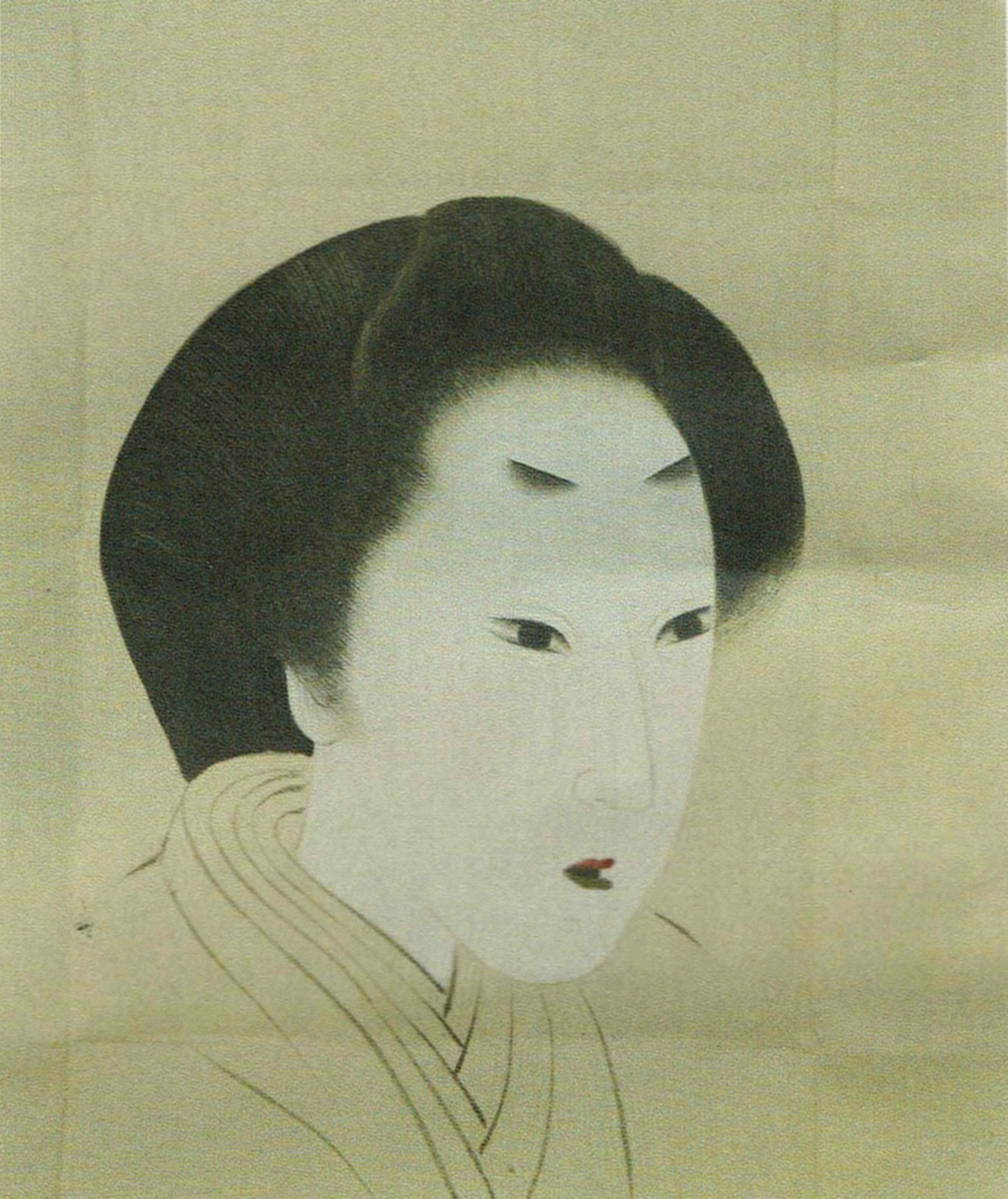
Soția lui Ienari, Shigehime, mai târziu cunoscută sub numele de Kodaiin

În 1778, când avea doar 4 ani, Hitotsubashi Toyochiyo, fiind persoană neimportantă in ierarhia clanului Tokugawa, a fost logodit cu Shimazu no Shige-hime sau Tadako-hime, fiica de doar 4 ani a lui Shimazu Shigehide, marele daimyō al Regiunii Satsuma ce apartine insulii Kyūshū.
Importanța acestei alianțe a crescut semnificativ, începand să se afirme atunci când, în 1781, tânărul Toyochiyo a fost adoptat de shōgunul fară copii, Tokugawa Ieharu. Asta a desemnat faptul că, atunci când Toyochiyo a devenit Shōgun, Ienari, în 1786, i-a fost desemnată poziția de socru al shōgunului. 
Logodna a fost încheiată în 1789, după care Tadako devine cunoscută oficial ca și Midaidokoro Sadako, sau "prima nevastă" Sadako. Protocolul cerea ca ea să facă parte dintr-o familie aristocrată, iar Familia Konoe a acceptat să o adopte dar asta a fost mai mult o simplă formalitate.

### Alte relații
Ienari avea un harem de aproximativ 900 femei și a fost tată pentru mai mult de 75 de copii. 
Mulți dintre copiii lui Ienari au fost adoptați de diferite curți ale daimyō-lor Japonezi, unii un având rol important în istoria Bakumatsu-ului și Razboiul Boshin. Unii dintre cei mai faimoși din rândul lor fiind:
- Hachisuka Narihiro, Regiunea Tokushima
  - Hachisuka Mochiaki
    - Hachisuka Masaaki (1871–1932)
      - Hachisuka Masauji (1903–1953)
        - Hachisuka Masako (1941)

      - Hachisuka Toshiko (1896–1970)
- Matsudaira Naritami, Filiera Tsuyama
- Tokugawa Narikatsu (1820–1849), Familia Shimizu Tokugawa apoi la Filiera Wakayama
- Matsudaira Narisawa, Filiera Fukui Tokugawa Nariyuki (1801–1846), Filiera Wakayama 
  - Tokugawa Iemochi
- Tazawa Hidenari, Filiera Tazawa, ca fiu adoptiv al lui Tazawa Hideyasu

### Părinți și rude
- Tată: Tokugawa Harusada (1751–1827)
- Mamă: O-Tomi no Kata (m. 1817)
- Tată adoptiv: Tokugawa Ieharu
- Frați:
  - Kiihime maritată cu Hosokawa Naritatsu din Filiera Kumamoto
  - Matsudaira Yoshisue (1785–1804) Filiera Takasu
  - Kuroda Naritaka (1777–1795) al Filierei Fukuoka
  - Tokugawa Harukuni (1776–1793)
  - Tokugawa Nariatsu
  - Hisanosuke
  - Honnosuke
  - Tokugawa Narimasa
  - Yunosuke

### Neveste și concubine
- Nevasta: Shimazu no Shigehime, iar mai târziu Kodaiin (1773–1844)
- Concubine:
  - Omiyo no Kata (1797–1872) (Exista o legendă ce spune că Omiyo era fiica lui Tokugawa Ieharu era de fapt facută cu servitor), mai târziu cunoscută sub numele de Senkoin
  - O-ito no kata
  - Oyae no Kata (m. 1843) mai târziu cunoscută sub numele de Kaishun'in
  - Oraku no Kata (m. 1810) mai târziu cunoscută sub numele de Korin'in
  - Otase no Kata (m. 1832) mai târziu cunoscută sub numele de Myosoin
  - Ohana no Kata (m. 1845) mai târziu cunoscută sub numele de Seiren'in
  - Ohachi no Kata mai târziu cunoscută sub numele de Honrin'in (m. 1850)
  - Ohachi no Kata (m. 1813) mai târziu cunoscută sub numele de Chisoin
  - Osode no Kata (m. 1830) mai târziu cunoscută sub numele de Honshoin
  - Oyachi no Kata (m. 1810) mai târziu cunoscută sub numele de Seishoin
  - Osato no Kata (m. 1800) mai târziu cunoscută sub numele de Chosoin
  - Ocho no Kata (m. 1852) mai târziu cunoscută sub numele de Sokuseiin
  - Oshiga no Kata (m. 1813) mai târziu cunoscută sub numele de Keimeiin
  - Outa no Kata (m. 1851) mai târziu cunoscută sub numele de Hoschiin
  - Oume no Kata (m. 1794) mai târziu cunoscută sub numele de Shinsei-in
  - Oman no Kata (m. 1835) mai târziu cunoscută sub numele de Seishin'in
  - Obi no Kata (m. 1808) mai târziu cunoscută sub numele de Hoshin'in

### Copii
- Toshihime (1789–1817) măritata cu Tokugawa Naritomo, născută de Oman
- Koso-in (n. 1790) născut de Oman
- Takechiyo (1792–1793) născut de Oman
- Tokugawa Ieyoshi născut de Korin'in
- Hidehime (n. 1794) mai târziu cunoscută sub numele de Tansei-in, născută de Oume
- Ayahime (1795–1797; copilă când a murit, a fost înlocuit de sora sa mai tânăra, Asahime) măritată cu Date Chikamune Filierei Sendai, născută de Oman
- Tokugawa Keinosuke (1795–1797) născut de Oume
- Tokugawa Atsunosuke (1796–1799) născut de Shigehime moștenitor al familiei Shimazu-Tokugawa
- Sohime (1796–1797) născută de Oshiga
- Tokugawa Toyasaburo (n. 1798) născut de Oume
- Kakuhime (1798–1799) născută de Osato
- Gohime (1799–1800) născută de Oume
- Tazawa Hidenari
- Tokugawa Hidemaru
- Mine-hime (1800–1853) născută de Otase și măritată cu Tokugawa Narinobu al Filierei Owari
- Tokugawa Nariyuki (1801–1846) moștenitor al familiei Shimizu-Tokugawa, mai târziu a moștenit și Filiera Kii, născut de Ota Otase
- Toruhime (1801–1802) născută de Ocho
- Jiyohime (1802–1803) născută de Oume
- Asahime (1803–1843) măritată cu Date Chikamune, mai târziu măritată cu Matsudaira Naritsugu al Filierii Fukui, nascută de Obi
- Jukihime (1803–1804) născută de Otase
- Tokugawa Tokinosuke (1803–1805) născut de Ocho
- Harehime (1805–1807) născută de Otase
- Tokugawa Torachiyo (1806–1810) născut de Ocho
- Kohime (n. 1806)
- Kishihime (1807–1811)
- Motohime (1808–1821) măritată cu Matsudaira Katahiro al Filierei Aizu, nascută de Oyachi
- Ayahime (1809–1837) măritată cu Matsudaira Yoritane al Filierei Takamatsu, născută de Osode
- Tokugawa Tomomatsu (1809–1813) născut de Ocho
- Yohime (1813–1868), măritată cu Maeda Nariyasu, născută de Omiyo
- Nakahime (1815–1817), născută de Omiyo
- Tokugawa Narinori (1810–1827) moștenitor al familiei Shimizu Gosankyō și născut de Oyae
- Tokugawa Naritaka născut de Ocho
- Tsuyahime (n.1811) născută de Osode
- Morihime (1811–1846) măritată cu Nabeshima Naomasa al Filierei Saga, născută de Oyae
- Ikeda Narihiro (1812–1826) născut de Oyae
- Kazuhime (1813–1830) măritată cu Mori Narito al Filierei Chōshū, născută de Ocho
- Takahime (1813–1814) născută de Osode
- Tokugawa Okugoro (1813–1814) născut de Ohachi
- Kotohime (1815–1816) născută de Ohana
- Tokugawa Kyugoro (1815–1817) născut de Ocho
- Matsudaira Naritami născut de Oyae
- Suehime (1817–1872) născută de Asano Naritaka al Filierei Hiroshima Domain mai târziu al Filierei Yousein, născută de Omiyo
- Kiyohime (1818–1868), născută de Sakai Tadanori al Filierei Himeji, mai târziu al Filierei Seiko-în, născută de Oyae
- Matsudaira Nariyoshi (1820–1838) adoptat de familia Fukui-Matsudaira, născut de Ohana
- Tokugawa Shichiro (1818–1821) născut de Osode
- Matsudaira Nariyoshi (1819–1839) al Filierei Hamada și născut de Oyae
- Ei-hime (1819–1875) maritată cu Tokugawa Narikura din familia Hitotsubashi-Tokugawa, născută de Ohana
- Tokugawa Nariharu născut de Ohana
- Matsudaira Narisawa născut de Honrin'in
- Tokugawa Narikatsu (1820–1850) moștenitor al familiei Shimizu-Tokugawa, mai târziu moștenitor al Filierei Kii și născut de Osode
- Hachisuka Narihiro născut de Oyae
- Tokugawa Hachiro (1822–1823) născut de Osode
- Matsudaira Narisada (1823–1841) născut de Ohana
- Matsudaira Narikoto (1825–1844) al Filierii Akashi, născut de Ohana
- Taehime (1827–1843) născută de Ohana și măritată cu Ikeda Narimichi al Filierei Tottori
- Tokugawa Taminosuke, născut de O-ito
- Fumihime

## Descendenți remarcabili
Tokugawa Nariyuki (1801–1846)
- Kikuhime
- Yohime
- Tokugawa Iemochi

Asahime (1803–1843) măritată cu Matsudaira Naritsugu
- Kikuhime (1829–1829)
- Yoshimaru (1835–1835)
- Kuninosuke

Tokugawa Naritaka
- Shomaru (1846–1847) moștenitor al familiei Hitotsubashi-Tokugawa
- Rihime măritată cu Asano Yoshiteru
- Fuhime măritată cu Matsudaira Noritoshi

Yo-hime (1813–1868) măritată cu Maeda Nariyasu
- Ikeda Yoshitaka (1834–1850)
- Kanoshimaru
- Maeda Yoshiyasu
  - Maeda Toshitsugu (1858–1900)
    - Namiko măritată cu Toshinari Maeda
      - Maeda Toshitatsu (1908–1989)
        - Maeda Toshiyasu (n. 1935)
          - Maeda Toshinori (n. 1963)

Matsudaira Naritami
- Matsudaira Yasutomo
- Hitoshimaru
- fiică măritată cu Miura Yoshitsugu
- Matsudaira Yasutami (1861–1921)
  - Matsudaira Yasuyoshi
  - Matsudaira Yasuharu
  - Takako măritată cu Ichishima Noriatsu
  - Teruko măritată cu Shuta Yasuto
  - Watanabe Akira
  - Tsuruko măritată cu Matsudaira Yoritsune
  - Sansuko măritată cu Isahaya Fujio
  - Matsudaira Shiro
  - Matsudaira Fumihiro

Suehime
- Yakuhime (1843–1843)

Kiyo-hime
- Tokudairo (1835–1837)
- Kisohime (b. 1834) măritată cu Sakai Tadatomi

Tokugawa Narikatsu (1820–1850)
- Ryuchiyo
- Tatsujiro
- Nobehime
- Akihime
- Junhime
- Kikuhime

Hachisuka Narihiro
- Kayohime (1848–1865) maritată cu Matsudaira Mochiaki
- Hachisuka Mochiaki
  - Hachisuka Masaaki (1871–1932)
    - Hachisuka Tsuruko
    - Hachisuka Yoshiko
    - Hachisuka Saeko măritată cu Satake Yoshitane
    - Hachisuka Fueko măritată cu Masayuki Matsuda
      - Asako măritată cu Prince Kaya-no-Miya Harunori

    - Hachisuka Toshiko (1896–1970) măritată cu Matsudaira Yasuharu
      - 1 fiu si 4 fiice

    - Masauji Hachisuka (1903–1953)
      - Masako Hachisuka (n. 1941)

Tokugawa Ieyoshi
- Takechiyo (1813–1814)
- Tatsuhime (1814–1818)
- Tomohime (1815–1815)
- Saigen-in (1816–1816)
- Yochiyo (1819–1820)
- Entsuin (1822-1822)
- Tokugawa Iesada
- Maihime (1824–1829)
- Tokugawa Yoshimasa (1825–1838) al familiei Hitotsubashi-Tokugawa
- Teruhime (1826–1840) măritată cu Tokugawa Yoshiyori mai târziu cunoscută sub numele de Teimei-in
- Hanhime (1826–1826) născută de Okaju
- Tokugawa Harunojo (1826–1827)
- Tokugawa Atsugoro (1828–1829)
- Tokugawa Jikimaru (1829–1830)
- Tokugawa Ginnojo (1832–1833)
- Satohime (1833–1834)
- Chiehime (1835–1836)
- Yoshihime (1836–1837)
- Tokugawa Kamegoro (1838–1839)
- Maijihime (1839–1840)
- Wakahime (1842–1843)
- Shoyo-in (1843–1843)
- Okuhime (1844–1845)
- Tokugawa Tadashimaru (1845–1846)
- Shikihime (1848–1848)
- Sashin-in (1849–1849)
- Tokugawa Choyoshiro (1852–1853)

## Evenimente din bakufu lui Ienari
- 1787 (Tenmei 7): 1787 (Tenmei 7): Ienari devine cel de-al 11-lea shōgun al guvernului bakufu.[1]
- 1788 (Tenmei 7): Au loc revolte in magazinele/pravaliile de orez in Edo și Osaka.
- March 6 – 11, 1788 (Tenmei 8, a 29-a zi a primei luni - a 4-a zi a celei de-a doua luni): Marele Incendiu din Kyoto. Un incendiu în oraș, care pornește la ora 3 în dimineața zilei de 6 martie, arde necontrolat până în prima zi a celei de-a doua luni (8 martie); jarul focului rămâne activ până când este stins de ploaia torențială ce are loc în a 4-a zi a celei de-a doua luni (11 martie). Împăratul și Curtea se salvează de la incendiu, iar Palatul Imperial este distrus. Nu este permisă nicio reparare/reconstruire până când noul palat nu este finisat. Incendiul a fost considerat un eveniment crucial. Olandezul VOC Opperhoofd în Dejima a notat în registrul propriu oficial faptul că ''oamenii îl consideră a fi un semn măreț și divin.''
- February 28, 1793 (Kansei 5, in a 18-a zi a primei luni): Prăbușirea vârfului Muntelui Unzen.[2]
- March 17, 1793 (Kansei 5, in a 6-a zi a celei de-a doua luni):  Erupția Muntelui Biwas-no-kubi[2]
- April 15, 1793 (Kansei 5, in prima zi a celei de-a treia luni):  Cutremurului din Shimabara.[3]
- May 10, 1793 (Kansei 5, in prima zi a celei de-a patra luni): Erupția Muntelui Miyama.[2]
- September 1817, Shogun-ul ordona expulzarea lui Titia Bergsma, prima femeie de origine europeana care a vizitat Japonia.
- 1833–1837, Foametea Tenpō
- 1837 (Tenpō 7): Tokugawa Ieyoshi devine cel de-al 12-lea shōgun al guvernului bakufu.[1]

Domnia lui Ienari a fost marcată de o era a plăcerilor, excesului și a corupției, care s-a sfârsit dezastruos în timpul Foametei Tenpō dintre anii 1832-1837, în împrejurimea căreia au decedat mii de oameni.

## Erele bakufu-ului
Anii în care Ienari a fost shōgun sunt identificați cu ajutorul a mai multor ere (nengō).
- Tenmei (1781–1789)
- Kansei (1789–1801)
- Kyōwa  (1801–1804)
- Bunka  (1804–1818)
- Bunsei (1818–1830)
- Tenpō  (1830–1844)